# Nanni Loy
Pour les articles homonymes, voir Loy.
Nanni Loy, de son vrai nom Giovanni Loi, né à Cagliari (Sardaigne) le 23 octobre 1925 et mort à Fiumicino (Latium), près de Rome, le 21 août 1995, est un acteur et réalisateur italien.

## Biographie
Natif de Cagliari, le futur réalisateur s'installe dès l'adolescence à Rome. Élève doué, il y étudie la philosophie avant d'intégrer, en 1947, les cours du Centro sperimentale di cinematografia, obtenant, l'année suivante, son diplôme.
En 1949, il réalise un premier court-métrage sur l'art pictural, Pittori davanti allo specchio, aussitôt suivi d'un autre sur le même thème, Biografie dipinte. Il devient aussi l'assistant de réalisateurs expérimentés comme Goffredo Alessandrini, Augusto Genina, Carmine Gallone ou Luigi Zampa.
Ses débuts de metteur en scène date de 1957. Deux comédies de mœurs, réalisées avec la collaboration de Gianni Puccini, un des scénaristes attitrés du néo-réalisme et de Giuseppe De Santis en particulier, révèlent son talent naissant : Parola di ladro, avec Gabriele Ferzetti, et Il marito (1958), avec Alberto Sordi, lequel participe également à l'élaboration du scénario. « À travers un portrait d'opportuniste, les deux réalisateurs portent un regard lucide et sans pitié sur la crise de la famille bourgeoise et les débuts de la société de loisir. » (Lorenzo Codelli). Le triomphe du Pigeon (1958) de Mario Monicelli conduit le producteur Franco Cristaldi à lui confier la réalisation, l'année suivante, d'un prolongement : Hold-up à la milanaise (Audace colpo dei soliti ignoti, en italien). Toutefois, le film précité n'obtiendra pas la réussite artistique et commerciale de celui de Monicelli.
À l'orée des années 1960, Nanni Loy participe, à l'écran, au mouvement de commémoration des événements liés à la Résistance : Les partisans attaquent à l'aube (1961) et La Bataille de Naples (1962) ont le mérite essentiel de ne pas verser dans l'imagerie d'Épinal. « Dans ces deux œuvres, Loy compose deux épopées, l'une consacrée aux grandes figures héroïques, l'autre à la grandeur du collectif. » (L. Codelli).
Avec Il padre di famiglia (1967) et surtout Détenu en attente de jugement (1971), le cinéaste, épaulé par des comédiens géniaux - Ugo Tognazzi, Nino Manfredi et Alberto Sordi - donne un aperçu remarquable de la comédie à l'italienne, tantôt dans une tonalité empreinte d'ironie douce-amère (Il padre di famiglia) ou selon une perception plus dénonciatrice, auréolée d'une dimension à la fois tragique et absurde (Detenuto in attesa di giudizio).
Nanni Loy travaille aussi pour la télévision et l'on note qu'il fut célèbre pour avoir introduit, en Italie, le concept de caméra cachée dans la série Specchio segreto, tournée pour la RAI en 1964. Ainsi, en 1980, Café express trouve précisément son origine dans cette démarche initiée pour la RAI. Ce film, auquel Nino Manfredi, acteur principal, fut associé à l'écriture du scénario - le sujet est dû à Elvio Porta -, poursuit l'expérience télévisuelle de Viaggio in seconda classa (1977). « C'est un pays presque inédit qui se révèle à travers ses figures parfois grotesques, dans ses humeurs et ses douleurs quotidiennes », écrit Lorenzo Codelli. Quatre ans plus tard, Nanni Loy retrouve Naples et les soubassements kafkaïens de Detenuto in attesa di giudizio dans Mi manda Picone. « Prisonnier de situations inextricables, le petit escroc incarné par Giancarlo Giannini, illustre l'art de la débrouille (L'arte di arrangiarsi, rappel d'un film de Luigi Zampa) poussé à l'extrême limite. » (L. Codelli)
Les films ultérieurs de Nanni Loy - y compris le remake de Mes chers amis 3, premier film italien au box-office en Italie en 1985-86 (2,7 M spectateurs) - signeront hélas le déclin imaginatif d'un réalisateur aux engagements politiques très forts. Jadis, conseiller régional du PCI dans le Latium, Loy fut un défenseur du cinéma italien indépendant et fit aussi partie des 800 intellectuels qui signeront un document publié par L'Espresso et accusant le commissaire Luigi Calabresi. En 1977, il écrivit le pamphlet Quale cinema per gli anni 80 ?  qui préconisait une réforme radicale du système audiovisuel italien.

## Filmographie partielle

### Réalisateur
- 1957 : Parola di ladro (avec Gianni Puccini)
- 1958 : Il marito (réalisée avec Fernando Palacios et Gianni Puccini)
- 1959 : Hold-up à la milanaise (Audace colpo dei soliti ignoti)
- 1961 : Les partisans attaquent à l'aube (Un giorno da leoni)
- 1962 : La Bataille de Naples (Le quattro giornate di Napoli, nommé pour l'Oscar du meilleur scénario original en 1964[2])
- 1965 : À l'italienne (Made in Italy)
- 1967 : Jeux d'adultes (Il padre di famiglia)
- 1970 : Rosolino Paternò, soldato...
- 1971 : Détenu en attente de jugement (Detenuto in attesa di giudizio)
- 1973 : Sistemo l'America e torno
- 1976 : La Fiancée de l'évêque (Quelle strane occasioni) : épisode « Italian Superman », signé « Anonyme »
- 1976 : Mesdames et messieurs, bonsoir (Signore e signori, buonanotte)
- 1980 : Café express
- 1982 : Testa o croce
- 1984 : Mi manda Picone
- 1985 : Mes chers amis 3 (Amici miei atto III)
- 1989 : Scugnizzi
- 1993 : Pacco, doppio pacco e contropaccotto (it)

### Acteur
- 1964 : Ah ! Les Belles Familles (Le belle famiglie) d'Ugo Gregoretti
- 1970 : Lettera aperta a un giornale della sera de Francesco Maselli
- 1971 : Fantasia chez les ploucs de Gérard Pirès
- 1971 : Laisse aller... c'est une valse ! de Georges Lautner